# Australobolbus lobocapsus
Australobolbus lobocapsus är en skalbaggsart som beskrevs av Henry Fuller Howden 1992. Australobolbus lobocapsus ingår i släktet Australobolbus och familjen Bolboceratidae. Inga underarter finns listade.